# قنواع
قنواع (به عربی: قنواع) یک شهرداری در الجزایر است که در استان سکیکده واقع شده‌است.